# James Reyne
James Michael Nugent Reyne, conhecido como James Reyne, (Lagos, 19 de Maio de 1957 ) é músico, cantor, compositor nigeriano naturalizado australiano e foi membro fundador e líder da banda australiana Australian Crawl. Também foi ator da Série australiana Return to Eden de 1983, que passou no Brasil na Globo como Paraíso Maldito, e anos depois no SBT como Retorno ao Eden, atuando com Rebecca Gilling.
James Reyne ficou conhecido mundialmente como um dos integrantes do grupo de rock autraliano Australian Crawl, formada juntamente com o guitarrista Simon Binks, foi uma das bandas australianas de maior sucesso durante a década de 80. Reyne era conhecido também pelo seu jeito idiossincrático, fatores que  acabaram refletindo diretamente nas letras da banda. Em 1986, a banda Australian Crawl chegaram ao fim e a partir de então passou a se dedicar em sua carreira solo. Em 1987 lançou seu 1º álbum como cantor, destaque para música Motor's Too Fast.

## Discografia
- Para os discos com a banda Australian Crawl, ver a página do grupo.

### Álbuns
- James Reyne (1987)
- Hard Reyne (1989)
- Electric Digger Dandy (1991)
- The Whiff Of Bedlam (1994)
- Design for Living (1999)
- Speedboats for Breakfast (2004)
- ...And the Horse You Rode in On! (2005)
- Every Man a King (2007)
- Ghost Ships (2007)

### Álbuns ao vivo
- Live in Rio (1996)

## DVD
- One night in Melbourne DVD (2007)

## Ligações Externas
- «Página oficial» (em inglês)